# Фесский договор
Фесский договор — документ, подписанный 30 марта 1912 года в Фесе марокканским султаном Абд аль-Хафидом с представителями Франции, Германии и Испании с целью разрешения Агадирского кризиса:
- Абд аль-Хафид отказывался от суверенитета Марокко (государства Королевство Фес на тот момент) и признавал своё государство французским протекторатом.
- Германия отказывалась от притязаний на Марокко в обмен на уступку французами части Французского Конго (современный Камерун).
- Испанцы приобретали сплошную полосу владений на севере Марокко (т. н. Испанское Марокко).

Заключение договора, столь невыгодного для Марокко, вынудило Абд аль-Хафида отречься от престола и, в более длительной перспективе, едва не привело к распаду государства (см. Рифская война).
Согласно договору султан, формально сохранявший положение главы государства, вынужден был согласиться на военную оккупацию Марокко (ст. 2). Единственным посредником между султаном и иностранными державами объявлялся французский генеральный резидент; он наделялся правом утверждать и публиковать от имени французского правительства все декреты султана (ст. 5). Султан обязался не заключать никаких актов, имеющих международный характер, без согласия французского правительства (ст. 6). Вместе с тем Франция была вынуждена включить в договор статью (ст. 1), в которой обязалась вступить в переговоры с испанским правительством по поводу интересов Испании в Марокко; эта же статья предусматривала сохранение специального режима для Танжера. В соответствии с ней 27 ноября 1912 года был подписан франко-испанский договор, по которому небольшая часть Северного Марокко переходила под власть Испании. Фесский договор лишил Марокко национальной независимости и был аннулирован в результате подписания франко-марокканской декларации о независимости Марокко 2 марта 1956 года.